# Rumunia na Zimowych Igrzyskach Olimpijskich 1992
Rumunię na Zimowych Igrzyskach Olimpijskich 1992 reprezentowało 23 zawodników: czternastu mężczyzn i dziewięć kobiet. Był to czternasty start reprezentacji Rumunii na zimowych igrzyskach olimpijskich.

## Skład reprezentacji

### Narciarstwo alpejskie
Mężczyźni
| Zawodnik           | Konkurencja   | Wyścig 1     | Wyścig 2 | Suma         | Suma    |
| Zawodnik           | Konkurencja   | Czas         | Czas     | Czas         | Miejsce |
| ------------------ | ------------- | ------------ | -------- | ------------ | ------- |
| Aurel Foiciuc      | Zjazd         |              |          | 2:09.94      | 44      |
| Emilian Focșeneanu | Zjazd         |              |          | 2:08.81      | 42      |
| Emilian Focșeneanu | Supergigant   |              |          | Nie ukończył | –       |
| Aurel Fiociuc      | Supergigant   |              |          | 1:24.62      | 68      |
| Aurel Foiciuc      | Slalom gigant | 1:16.03      | 1:14.79  | 2:30.82      | 53      |
| Emilian Focșeneanu | Slalom gigant | 1:15.48      | 1:13.52  | 2:29.00      | 48      |
| Emilian Focșeneanu | Slalom        | Nie ukończył | –        | Nie ukończył | –       |
| Aurel Foiciuc      | Slalom        | 1:02.57      | 1:01.77  | 2:04.34      | 41      |

Kombinacja mężczyzn
| Zawodnik           | Zjazd   | Slalom            | Slalom  | Suma              | Suma    |
| Zawodnik           | Czas    | Czas 1            | Czas 2  | Punkty            | Miejsce |
| ------------------ | ------- | ----------------- | ------- | ----------------- | ------- |
| Emilian Focșeneanu | 1:59.94 | 58.16             | 1:00.04 | 249.41            | 35      |
| Aurel Foiciuc      | 1:57.91 | Zdyskwalifikowany | –       | Zdyskwalifikowany | –       |

Kobiety
| Zawodniczka  | Konkurencja   | Wyścig 1 | Wyścig 2 | Suma    | Suma    |
| Zawodniczka  | Konkurencja   | Czas     | Czas     | Czas    | Miejsce |
| ------------ | ------------- | -------- | -------- | ------- | ------- |
| Mihaela Fera | Zjazd         |          |          | 2:01.27 | 28      |
| Mihaela Fera | Supergigant   |          |          | 1:31.78 | 38      |
| Mihaela Fera | Slalom gigant | 1:13.91  | 1:14.67  | 2:28.58 | 28      |
| Mihaela Fera | Slalom        | 54.15    | 50.70    | 1:44.85 | 29      |

Kombinacja kobiet
| Zawodnik     | Zjazd   | Slalom | Slalom        | Suma          | Suma    |
| Zawodnik     | Czas    | Czas 1 | Czas 2        | Punkty        | Miejsce |
| ------------ | ------- | ------ | ------------- | ------------- | ------- |
| Mihaela Fera | 1:31.74 | 38.00  | Nie ukończyła | Nie ukończyła | –       |

### Biathlon
Mężczyźni
| Konkurencja  | Zawodnik       | Pudła | Czas    | Miejsce |
| ------------ | -------------- | ----- | ------- | ------- |
| 10 km Sprint | Nicolae Șerban | 4     | 31:29.6 | 81      |

| Konkurencja   | Zawodnik       | Czas      | Pudła | Skorygowany czas | Miejsce |
| ------------- | -------------- | --------- | ----- | ---------------- | ------- |
| Bieg na 20 km | Nicolae Șerban | 1'01:33.3 | 5     | 1'06:33.3        | 71      |

Kobiety
| Konkurencja   | Zawodniczka           | Pudła | Czas    | Miejsce |
| ------------- | --------------------- | ----- | ------- | ------- |
| 7,5 km Sprint | Monica Jauca          | 5     | 31:13.7 | 63      |
| 7,5 km Sprint | Mihaela Cârstoi       | 3     | 29:10.5 | 55      |
| 7,5 km Sprint | Ileana Ianoșiu-Hangan | 5     | 28:32.1 | 48      |
| 7,5 km Sprint | Adina Țuțulan-Șotropa | 3     | 27:57.0 | 38      |

| Konkurencja   | Zawodniczka           | Czas              | Pudła | Skorygowany czas  | Miejsce |
| ------------- | --------------------- | ----------------- | ----- | ----------------- | ------- |
| Bieg na 15 km | Daniela Gârbacea      | Zdyskwalifikowana | –     | Zdyskwalifikowana | –       |
| Bieg na 15 km | Mihaela Cârstoi       | 52:29.2           | 8     | 1'00:29.2         | 51      |
| Bieg na 15 km | Monica Jauca          | 54:44.2           | 5     | 59:44.2           | 48      |
| Bieg na 15 km | Adina Țuțulan-Șotropa | 51:58.6           | 7     | 58:58.6           | 41      |

Sztafeta kobiet 3 x 7,5 km
| Zawodniczki                                                 | Wyścig | Wyścig    | Wyścig  |
| Zawodniczki                                                 | Pudła  | Czas      | Miejsce |
| ----------------------------------------------------------- | ------ | --------- | ------- |
| Adina Țuțulan-Șotropa Mihaela Cârstoi Ileana Ianoșiu-Hangan | 0      | 1'23:39.6 | 10      |

### Bobsleje
| Osada | Zawodnicy                          | Konkurencja | Ślizg 1 | Ślizg 1 | Ślizg 2 | Ślizg 2 | Ślizg 3 | Ślizg 3 | Ślizg 4 | Ślizg 4 | Suma    | Suma    |
| Osada | Zawodnicy                          | Konkurencja | Czas    | Miejsce | Czas    | Miejsce | Czas    | Miejsce | Czas    | Miejsce | Czas    | Miejsce |
| ----- | ---------------------------------- | ----------- | ------- | ------- | ------- | ------- | ------- | ------- | ------- | ------- | ------- | ------- |
| ROU-1 | Csaba Nagy Lakatos Laurențiu Budur | Dwójki      | 1:01.34 | 20      | 1:01.58 | 17      | 1:02.06 | 21      | 1:01.70 | 14      | 4:06.68 | 18      |
| ROU-2 | Paul Neagu Costel Petrariu         | Dwójki      | 1:01.44 | 22      | 1:01.81 | 20      | 1:02.19 | 23      | 1:02.40 | 27      | 4:07.84 | 22      |

| Osada | Zawodnicy                                               | Konkurencja | Ślizg 1 | Ślizg 1 | Ślizg 2 | Ślizg 2 | Ślizg 3 | Ślizg 3 | Ślizg 4 | Ślizg 4 | Suma    | Suma    |
| Osada | Zawodnicy                                               | Konkurencja | Czas    | Miejsce | Czas    | Miejsce | Czas    | Miejsce | Czas    | Miejsce | Czas    | Miejsce |
| ----- | ------------------------------------------------------- | ----------- | ------- | ------- | ------- | ------- | ------- | ------- | ------- | ------- | ------- | ------- |
| ROU-1 | Paul Neagu László Hodos Laurențiu Budur Costel Petrariu | Czwórki     | 59.04   | 18      | 59.52   | 20      | 59.50   | 19      | 59.38   | 17      | 3:57.44 | 20      |

### Biegi narciarskie
Mężczyźni
| Konkurencja                           | Zawodnik       | Wyścig    | Wyścig  |
| Konkurencja                           | Zawodnik       | Czas      | Miejsce |
| ------------------------------------- | -------------- | --------- | ------- |
| Bieg na 10 km stylem klasycznym       | Viorel Șotropa | 32:57.5   | 72      |
| Bieg łączony na 15 km stylem dowolnym | Viorel Șotropa | 45:56.4   | 54      |
| Bieg na 30 km stylem klasycznym       | Viorel Șotropa | 1'30:10.5 | 35      |
| Bieg na 50 km stylem dowolnym         | Viorel Șotropa | 2'16:03.5 | 36      |

Kobiety
| Konkurencja                   | Zawodniczka           | Wyścig    | Wyścig  |
| Konkurencja                   | Zawodniczka           | Czas      | Miejsce |
| ----------------------------- | --------------------- | --------- | ------- |
| Bieg na 30 km stylem dowolnym | Ileana Ianoșiu-Hangan | 1'38:06.7 | 50      |

### Łyżwiarstwo figurowe
Mężczyźni
| Zawodnik      | Konkurencja | SP | FS  | TFP | Miejsce |
| ------------- | ----------- | -- | --- | --- | ------- |
| Marius Negrea | Soliści     | 27 | DNF | DNF | –       |

### Saneczkarstwo
Mężczyźni
| Zawodnik     | Ślizg 1 | Ślizg 1 | Ślizg 2 | Ślizg 2 | Ślizg 3 | Ślizg 3 | Ślizg 4 | Ślizg 4 | Suma     | Suma    |
| Zawodnik     | Czas    | Miejsce | Czas    | Miejsce | Czas    | Miejsce | Czas    | Miejsce | Czas     | Miejsce |
| ------------ | ------- | ------- | ------- | ------- | ------- | ------- | ------- | ------- | -------- | ------- |
| Ioan Apostol | 46.728  | 25      | 46.913  | 25      | 47.516  | 26      | 47.626  | 26      | 3:08.783 | 26      |

(Mężczyźni) Dwójki
| Zawodnicy                | Ślizg 1 | Ślizg 1 | Ślizg 2 | Ślizg 2 | Suma     | Suma    |
| Zawodnicy                | Czas    | Miejsce | Czas    | Miejsce | Czas     | Miejsce |
| ------------------------ | ------- | ------- | ------- | ------- | -------- | ------- |
| Ioan Apostol Liviu Cepoi | 46.315  | 4       | 46.334  | 4       | 1:32.649 | 4       |

Kobiety
| Zawodniczka             | Ślizg 1 | Ślizg 1 | Ślizg 2 | Ślizg 2 | Ślizg 3 | Ślizg 3 | Ślizg 4 | Ślizg 4 | Suma     | Suma    |
| Zawodniczka             | Czas    | Miejsce | Czas    | Miejsce | Czas    | Miejsce | Czas    | Miejsce | Czas     | Miejsce |
| ----------------------- | ------- | ------- | ------- | ------- | ------- | ------- | ------- | ------- | -------- | ------- |
| Corina Drăgan-Terecoasa | 48.386  | 22      | 48.315  | 23      | 48.358  | 22      | 48.067  | 22      | 3:13.126 | 22      |

### Skoki narciarskie
| Zawodnik      | Konkurencja       | Skok 1    | Skok 1 | Skok 2    | Skok 2 | Suma  | Suma    |
| Zawodnik      | Konkurencja       | Odległość | Nota   | Odległość | Nota   | Nota  | Miejsce |
| ------------- | ----------------- | --------- | ------ | --------- | ------ | ----- | ------- |
| Virgil Neagoe | Skocznia normalna | 73.5      | 72.6   | 72.0      | 71.2   | 143.8 | 57      |
| Virgil Neagoe | Skocznia duża     | 76.0      | 29.4   | 78.0      | 34.7   | 64.1  | 58      |

### Łyżwiarstwo szybkie
Mężczyźni
| Konkurencja    | Zawodnik   | Wyścig  | Wyścig  |
| Konkurencja    | Zawodnik   | Czas    | Miejsce |
| -------------- | ---------- | ------- | ------- |
| Bieg na 500 m  | Zsolt Baló | 39.70   | 36      |
| Bieg na 1000 m | Zsolt Baló | 1:18.12 | 36      |
| Bieg na 1500 m | Zsolt Baló | 2:01.33 | 33      |
| Bieg na 5000 m | Zsolt Baló | 7:32.89 | 33      |

Kobiety
| Konkurencja    | Zawodniczka         | Wyścig  | Wyścig  |
| Konkurencja    | Zawodniczka         | Czas    | Miejsce |
| -------------- | ------------------- | ------- | ------- |
| Bieg na 500 m  | Cerasela Hordobețiu | 42.68   | 30      |
| Bieg na 500 m  | Mihaela Dascălu     | 41.90   | 21      |
| Bieg na 1000 m | Cerasela Hordobețiu | DNF     | –       |
| Bieg na 1000 m | Mihaela Dascălu     | 1:22.85 | 6       |
| Bieg na 1500 m | Cerasela Hordobețiu | 2:14.69 | 28      |
| Bieg na 1500 m | Mihaela Dascălu     | 2:09.87 | 17      |
| Bieg na 3000 m | Mihaela Dascălu     | 4:38.39 | 19      |
| Bieg na 3000 m | Cerasela Hordobețiu | 4:38.08 | 18      |
| Bieg na 5000 m | Cerasela Hordobețiu | 8:07.16 | 19      |
| Bieg na 5000 m | Mihaela Dascălu     | 7:54.03 | 13      |